# 紫島城
紫島城（むらさきしまじょう）は、秋田県大仙市長野（旧、中仙町）にあった日本の城（平山城）。

## 歴史・沿革
- 1602年（慶長7年）佐竹氏秋田入封と同時に築城される。城主は後に佐竹北家となる佐竹義廉である。
- 1623年の武家諸法度（寛永令）で廃城となり、1656年に角館城に移り、佐竹北家となる。